# 阿尔达比勒县
阿尔达比勒县（波斯語：‎）是一座县 (伊朗) ，位于伊朗阿爾達比勒省，阿尔达比勒是其首府。根据2006年的人口普查，全县人口（包括被分裂出来组成部分Sareyn County）为542930，共131950户；如不包括Sareyn County，人口为525733，共128013户。全县可分为 Central District和Hir District，有2座城市：阿尔达比勒和Hir。